# Janko Polec
Janko Polec, slovenski pravnik, akademik in pedagog, * 1880, † 1956.

## Življenjepis
Janko Polec je bil med letoma 1925 in 1949 predavatelj zgodovine prava na Pravni fakulteti v Ljubljani.
Leta 1938 je postal redni član SAZU.